# Bình Mỹ, Ninh Bình
	Bình Mỹ		là một xã thuộc tỉnh Ninh Bình, Việt Nam.

## Địa lý
Trụ sở xã nằm cách phường Hoa Lư - trung tâm tỉnh lỵ Ninh Bình 31 km về phía Bắc, có vị trí địa lý:
- Phía đông nam giáp xã Bình Sơn.
- Phía đông giáp xã Bình An.
- Phía bắc giáp phường Liêm Tuyền và xã Bình Lục.
- Phía tây giáp xã Liêm Hà và xã Thanh Bình.

Xã Bình Mỹ	có diện tích:	30,28	km², 	dân số:	33.253	người, mật độ dân số: 	1098	người/km². 	Đây là đơn vị có diện tích xếp thứ:	41	, số dân xếp thứ: 	52	và mật độ dân số xếp thứ: 	74	trong số 129 xã, phường ở Ninh Bình. 
Xã này nằm trên Quốc lộ 21, 21B, 37B. 

## Lịch sử
Phần lớn địa bàn xã Bình Mỹ hiện nay trước đây vốn là hai xã An Mỹ và Mỹ Thọ thuộc huyện Bình Lục.
Ngày 13 tháng 2 năm 1987, thành lập thị trấn Bình Mỹ, thị trấn huyện lỵ huyện Bình Lục trên cơ sở 1,44 ha diện tích tự nhiên và 51 nhân khẩu của xã An Đổ, 164,48 ha diện tích tự nhiên và 947 nhân khẩu của xã An Mỹ, 90 ha diện tích tự nhiên và 573 nhân khẩu của xã Mỹ Thọ.
Đến năm 2018, trấn Bình Mỹ có diện tích 2,84 km², dân số là 5.266 người, mật độ dân số đạt 1.854 người/km², gồm các tiểu khu: Bình Thuận, Bình Giang, Bình Minh, Bình Long, Bình Nam, Bình Tiến, Bình Thành, Bình Thắng. Xã An Mỹ có diện tích 6,46 km², dân số là 5.091 người, mật độ dân số đạt 788 người/km². Xã Mỹ Thọ có diện tích 5,32 km², dân số là 2.984 người, mật độ dân số đạt 561 người/km², gồm 5 thôn: Thượng Thọ, Lương Ý, An Dương, Văn Phú, La Cầu.
Ngày 17 tháng 12 năm 2019, Ủy ban Thường vụ Quốc hội ban hành Nghị quyết số 829/NQ-UBTVQH14 về việc sắp xếp các đơn vị hành chính cấp huyện, cấp xã thuộc tỉnh Hà Nam (nghị quyết có hiệu lực từ ngày 1 tháng 1 năm 2020). Theo đó, sáp nhập toàn bộ diện tích và dân số của hai xã An Mỹ và Mỹ Thọ vào thị trấn Bình Mỹ.
Theo Nghị quyết số 1674/NQ-UBTVQH15 ngày 16/6/2025 về sắp xếp các đơn vị hành chính cấp xã của tỉnh Ninh Bình năm 2025, 	sắp xếp thị trấn Bình Mỹ, xã Đồn Xá và xã La Sơn thành xã mới có tên gọi là xã Bình Mỹ.	

## Giao thông
Các tuyến đường của xã là: đường Trần Hưng Dạo (QL21A),đường Trần Văn Chuông (TL64), đường Trần Tử Bình (TL64), đường Ngô Gia Bẩy, đường Lý Công Bình, đường Hoa Phượng Đỏ, đường 3 Tháng 2, đường Điện Biên Phủ, phố Kim Đồng, đường Nguyễn Khuyến, đường Lý Thường Kiệt, phố Lý Tự Trọng, phố Nguyễn Du, đường Triều Hội, Phố Biên Hòa, đường Trần Quốc Toản và đường Cát Tường. 